# Saint-Vincent-de-Paul, Landes

Saint-Vincent-de-Paul este o comună în departamentul Landes din sud-vestul Franței. În 2009 avea o populație de 2.970 de locuitori.

## Evoluția populației
| An        | 1975  | 1982  | 1990  | 1999  | 2006  | 2009  |
| --------- | ----- | ----- | ----- | ----- | ----- | ----- |
| Populație | 1.584 | 1.696 | 1.775 | 2.141 | 2.859 | 2.970 |